# Горски вијенац (филм)
„Горски вијенац” је српски ТВ филм из 2000. године. Режирао га је Петар Божовић а сценарио је написан по делу Петра Петровића Његоша.
Поред режије, Божовић потписује драматизацију чувеног спева о истрази потурица и игра игумана Стефана.

## Улоге
| Глумац             | Улога            |
| ------------------ | ---------------- |
| Петар Божовић      | Игуман Стефан    |
| Бранимир Поповић   | Владика Данило   |
| Мирко Влаховић     | Вук Мићуновић    |
| Младен Нелевић     | Вук Мандушић     |
| Драгана Мркић      | Сестра Батрићева |
| Марко Баћовић      | Војвода Драшко   |
| Горан Султановић   | Мустај Кадија    |
| Енвер Петровци     | Скендер Ага      |
| Драго Маловић      | Кнез Јанко       |
| Бранко Бабовић     | Кнез Роган       |
| Вељко Оташевић     | Поп Мићко        |
| Давор Јањић        | Шпија            |
| Милија Лакетић     | Гуслар 1         |
| Никола Пејовић     | Гуслар 2         |
| Радомир Бурзановић | Гуслар 3         |